# Lipowiec (Pasmo Radziejowej)
Lipowiec (744 m) – niewybitny szczyt w Beskidzie Sądeckim, w zachodniej części Pasma Radziejowej, ok. 1900 m na zachód od Dzwonkówki.

## Opis szczytu
Lipowiec jest jednym z kilku wierzchołków zachodniego grzbietu odchodzącego od głównego grzbietu Pasma Radziejowej na wysokości Dzwonkówki. Grzbiet ten biegnie poprzez wierzchołek 835 m, przełęcz Siodełko, Groń (tu ostro skręca na północny zachód) i Lipowiec, z którego opada do ostrego zakrętu Dunajca w Tylmanowej (w pobliżu jej granicy z Krościenkiem nad Dunajcem). Południowe i zachodnie stoki Lipowca opadają do potoku Podlipowiec, północne do innego, bezimiennego dopływu Dunajca (obydwa mają ujście tuż obok siebie).
Lipowiec jest porośnięty lasem, w związku z czym nie ma walorów widokowych. Na południe od szczytu przebiega główny beskidzki czerwony szlak turystyczny. Wzniesienie i jego zbocza znajdują się na terenie Popradzkiego Parku Krajobrazowego. Są tu m.in. objęte ochroną źródła wód mineralnych (szczawy) i buczyna karpacka.
Lipowiec leży na granicy Rezerwatu przyrody Kłodne nad Dunajcem, w granicach Krościenka nad Dunajcem w województwie małopolskim, w powiecie nowotarskim.

## Szlaki turystyczne
pieszy szlak czerwony (Główny Szlak Beskidzki)
- z Krościenka 2 h
- z Przehyby 2 h.